# Armata bizantină

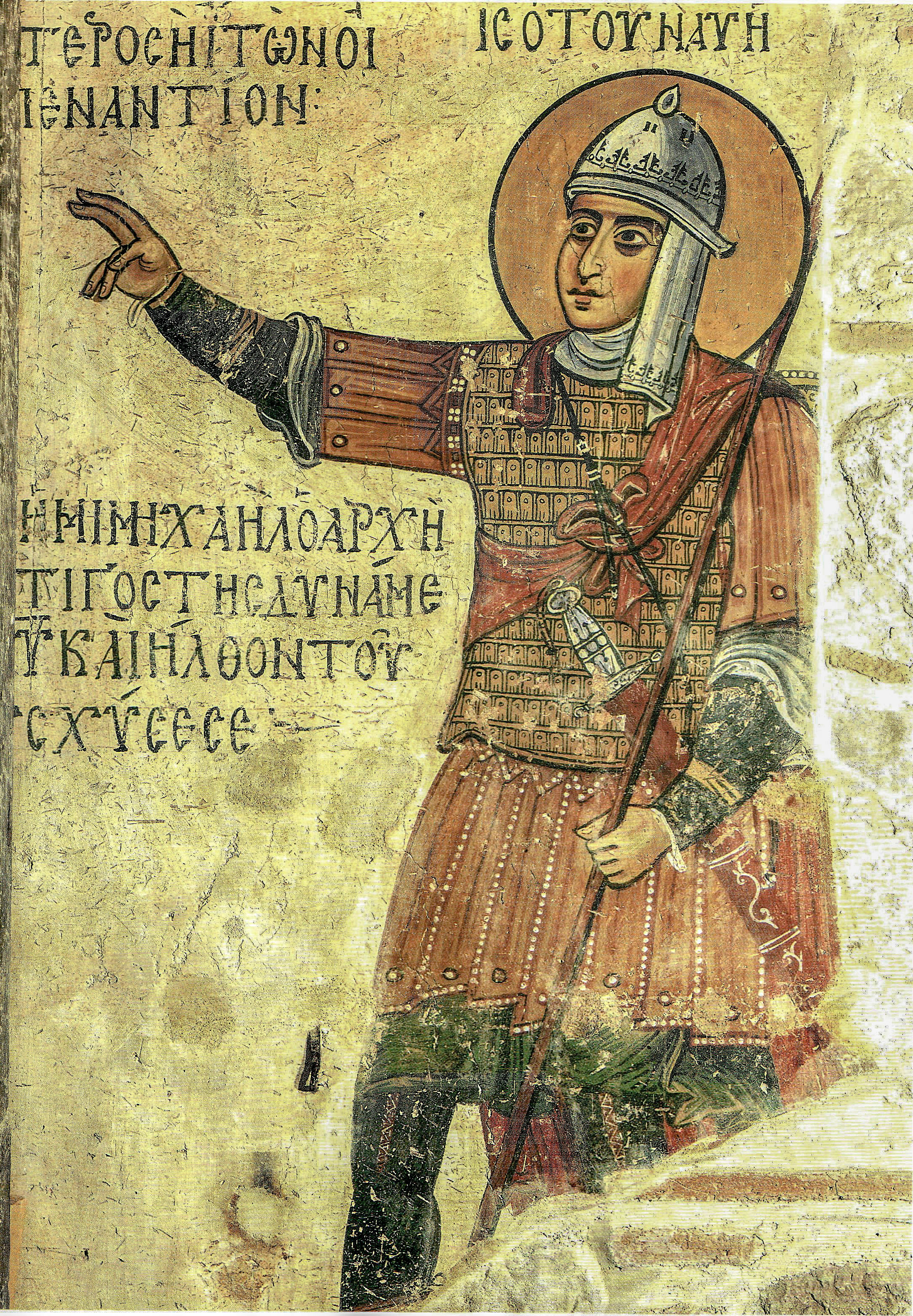
Soldat bizantin, frescă din biserica mânăstirii Sfântu Luca din Beoția, Grecia.

Armata bizantină reprezintă totalitatea forțelor armate ce au servit Imperiul Roman de Răsărit. Secole de invazii, războaie civile și au dus la dispariția Imperiului Roman de Apus. Din secolul IV d.Hr., moștenirea Romei a fost transferată în capitala estică, Constantinopol.

## Putere militară
| An   | Armată                        |
| 300  | 311.000                       |
| 457  | 303.000                       |
| 518  | 271.000                       |
| 540  | 341.000                       |
| 565  | 150.000 (numai trupe de câmp) |
| 641  | 109.000                       |
| 668  | 109.000                       |
| 773  | 80.000                        |
| 809  | 90.000                        |
| 840  | 120.000                       |
| 959  | 144.000                       |
| 963  | 150.000                       |
| 1025 | 250.000                       |
| 1053 | 200.000                       |
| 1077 | 25.000                        |
| 1081 | 20.000                        |
| 1118 | 20.000 (numai trupe de câmp)  |
| 1143 | 50.000                        |
| 1180 | 40.000 (numai trupe de câmp)  |
| 1203 | 30.000 (numai trupe de câmp)  |
| 1204 | 60.000                        |
| 1282 | 20.000                        |
| 1320 | 4.000                         |
| 1321 | 3.000 (numai trupe de câmp)   |
| 1453 | 1.500 (numai trupe de câmp)   |